# Bunbury City
Koordinaten: 33° 19′ S, 115° 38′ O

Die City of Bunbury ist ein lokales Verwaltungsgebiet (LGA) im australischen Bundesstaat Western Australia. Das Gebiet ist 66 km² groß und hat etwa 32.000 Einwohner (2016).
Bunbury liegt im Südwesten des Staates an der australischen Westküste etwa 155 Kilometer südlich der Hauptstadt Perth. Die LGA umfasst etwa die Hälfte der gesamten Hafenstadt Bunbury, wo etwa 71.000 Einwohner leben (2016).

## Verwaltung
Der Bunbury Council hat 13 Mitglieder. Die 12 Councillor und der Mayor (Bürgermeister; offiziell "His Worship the Mayor") und Vorsitzende des Councils werden von allen Bewohnern der LGA gewählt. Bunbury ist nicht in Bezirke unterteilt.